# 친광룽

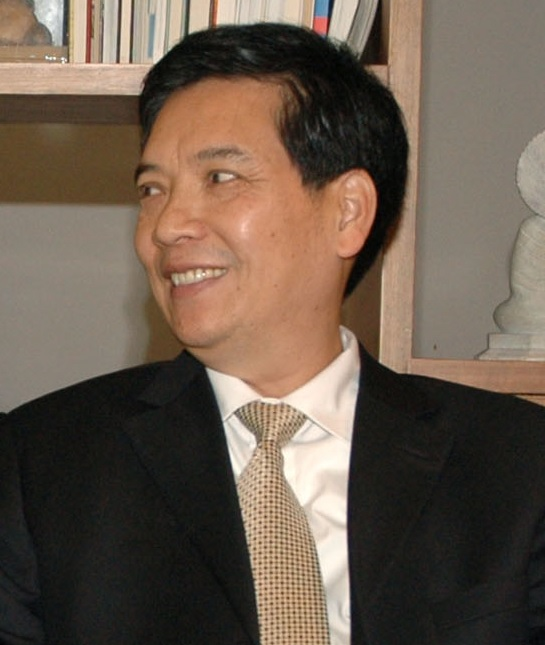

친광룽(진광영, 중국어 정체자: 秦光荣, 병음: Qín Guāngróng, 1954년 12월 1일 - )은 중화인민공화국의 정치인이다. 윈난성 당위원회 서기를 역임했다.

## 생애
1950년 후난성에서 태어났다. 2007년 1월, 윈난성 성장에 처음 임명되었다. 2008년 1월 24일, 윈난 성 인민대표대회를 통해 윈난 성장으로 재선출되었다.
2011년 8월, 윈난 성 당위원회 서기로 선출되었다.
2007년 중국공산당 제17차 중앙위원회에서 중앙위원으로 선출된 이후, 2012년에 제18기 중앙위원으로 다시 선출되었다.